# Breakbeat Kaos
Pour les articles homonymes, voir Breakbeat (homonymie).
Breakbeat Kaos est un label indépendant de drum and bass basé à Londres.
C'est le résultat d'une fusion entre les labels de Fresh et Adam F.
Il produit des artistes tels que Pendulum, Fresh, Adam F et d'autres.
Dogs On Acid et Under Construction sont également 2 sous labels de Breakbeat Kaos